# Inhaler
«Inhaler» —en español: «Inhalador»— es una canción de la banda británica Foals. Es el primer sencillo de su tercer álbum, Holy Fire. La canción y el video musical fueron fue lanzado el 5 de noviembre de 2012 en el Reino Unido. El video oficial fue dirigido por Foals frecuente colaborador de Dave Ma y cuenta con obras de arte de Tinhead.
«Inhaler» ganó el premio a la mejor canción del año 2012 en los premios NME, celebrada en febrero de 2013. El sencillo fue también la primera aparición lista del grupo en cualquier lista de sencillos en Estados Unidos, alcanzando el número 20 en la lista Billboard Alternative Songs a principios de 2013. Poco después de su posición en esa lista, la canción cruzó a hard rock radio y finalmente, alcanzó el puesto número 29 en la lista Billboard Hot Mainstream Rock Tracks.

## Lista de canciones
Promo sencillo

| N.º | Título                 | Duración |  |
| 1.  | «Inhaler» (radio edit) | 4:05     |  |
| 2.  | «Inhaler»              | 4:54     |  |

## Posicionamiento en listas
| Listas (2013)                                         | Mejor Posición |
| ----------------------------------------------------- | -------------- |
| Reino Unido (UK Singles Chart)                        | 90             |
| Estados Unidos (Alternative Airplay)                  | 20             |
| Estados Unidos Hot Mainstream Rock Tracks (Billboard) | 29             |